# Coronigoniella rubrahua
Coronigoniella rubrahua är en insektsart som beskrevs av Young 1977. Coronigoniella rubrahua ingår i släktet Coronigoniella och familjen dvärgstritar. Inga underarter finns listade i Catalogue of Life.